# Irena Kempówna
Irena Kempówna, po mężu Zabiełło (ur. 20 października 1920 w Warszawie, zm. 17 czerwca 2002 w Bazylei) – polska szybowniczka, rekordzistka świata.

## Życiorys
Sport szybowcowy uprawiała od 1936. W 1938 ukończyła gimnazjum Krystyny Malczewskiej w Warszawie. Uczestniczyła w powstaniu warszawskim. W czerwcu–lipcu 1945 ukończyła kurs instruktorski w Cywilnej Szkole Pilotów i Mechaników i od 1945 sama prowadziła tego rodzaju kursy. W latach 1948–1951 ustanowiła kilkanaście rekordów Polski w czasie trwania lotu, długości lotu i maksymalnej wysokości lotu, a także dwa kobiece rekordy świata – 10 czerwca 1949 w prędkości lotu po trasie trójkąta o obwodzie 100 km – 50 km/h (szybowcem IS-1 Sęp), 12 listopada 1950 w maksymalnej wysokości lotu szybowcem dwumiejscowym – 4963 m (z Lucyną Wlazło – szybowcem Żuraw). W 1950 zajęła czwarte miejsce w Plebiscycie „Przeglądu Sportowego” na najlepszego sportowca roku.
W 1949 rozpoczęła studia na wydziale architektury Politechniki Gdańskiej, od 1950 była członkiem zarządu Ligi Lotniczej. W 1951 została odsunięta od latania z przyczyn politycznych. W 1952 ukończyła studia. Powróciła do szybownictwa w 1956.
1 listopada 1957 została dyrektorem Wyczynowej Szkoły Szybowcowej Aeroklubu PRL w Strzyżewicach koło Leszna, od 1 stycznia 1959 działającej pod nazwą Centrum Szybowcowe Aeroklubu PRL.
Międzynarodowa Federacja Lotnicza (FAI) przyznała w roku 1959 Irenie Zabiełło honorowy Dyplom Paula Tissandiera za wyjątkowy wkład i osiągnięcia w lotnictwie sportowym.
W 1966 wyjechała z mężem do Szwajcarii, gdzie pracowała jako instruktor symulatorów lotu w firmie Swissair. Pochowana na cmentarzu parafialnym w Warszawie-Wilanowie.